# ماثيو ماسون
ماثيو ماسون (24 نوفمبر 1984 - ) (بالإنجليزية: Matthew Mason)‏ هو لاعب كريكت بريطاني.

## وصلات خارجية
- ماثيو ماسون على موقع إي آس بي آن كريك إنفو (الإنجليزية)